# تيد وليامز
تيودور صامويل (Theodore Samuel) أو تيد وليامز (Ted Williams) (وُلد في 30 من آب/أغسطس لعام 1918م– وتوفي في 5 من تموز/يوليو لعام 2002م) هو محترف بيسبول ومدير. وقد شارك طيلة فترة مهنته الرياضية في الدوري الأمريكي الرئيس للبيسبول التي استمرت 22 عامًا كمدافع أيسر لفريق بوسطون ريد سوكس (في الفترتين 1939م–1942م و1946م–1960م). كما حظي وليام بالتكريم مرتين في الدوري الأمريكي بجائز أفضل لاعب ، حيث قاد الفريق في الفوز بمعدل ضرب الكرة والتقاطها ست مرات وفاز بالكأس الثلاثي للبيسبول مرتين. وبسبب فوزه في مباراة كل نجوم البيسبول للدوري الرئيس 19 مرة ، فقد حقق خلال مهنته سجلًا بمتوسط 344 نقطة بمعدل ضرب الكرة وإمساكها وبسجل 521 مرة لضرب الكرة خارج الملعب وقد دخل في زمرة مشاهير البيسبول بعد اقتراع عام 1966م. وسجل وليام نسبة 34% من محاولات ضرب الكرة، ووصول القاعدة بنسبة مذهلة بلغت 48%.
وكان وليام آخر لاعبي الدوري الرئيس للبيسبول لتسجيل أكثر من 400 ضربة في موسم واحد (406 ضربة في موسم عام 1941م). ويحتفظ وليام بأعلى سجل في تاريخ المهنة بالنسبة لمعدل ضرب الكرة وإمساكها بعدد 500 أو أكثر من مرات تجاوز الكرة للملعب. وكانت ذروة سنواته المهنية عام 1941م عندما ضرب الكرة 406 مرة ليسجل 37 نقطة من تجاوز الكرة للملعب و120 نقطة من إحراز الجولة بعد ضرب الكرة و135 من مرات الجري وراء الكرة وإمساكها. وحقق رقما قياسيًا للنسبة المئوية لعدد مرات وصوله للقاعدة التي تبلغ 553 ظلّ 61 عامًا دون أن يحطمه أحد. وكانت ألقابه "الطفل" و"المشتت البارع" و"تيدي بولجيم" و"القارع" وبسبب براعته الفائقة في ضرب الكرة حاز على لقبأعظم ضاربي الكرة على مر التاريخ"وقد توقف عن ممارسة البيسبول مرتين بسبب الخدمة العسكرية كعريف في سلاح البحرية الأمريكي المارينز وطيار لإحدى قاذفات الجو. وبسبب ولعه صيد السمك فقد استضاف برنامجًا تلفزيونيًا عن الصيد وانضم لزمرة مشاهير الجمعية الدولية للعبة صيد الأسماك،قاعة مشاهير لعبة صيد الأسماك والمتحف التابعين للجمعية الدولية للعبة صيد الأسماك.

## وصلات خارجية
- تيد وليامز على موقع دوري كرة القاعدة الرئيسي (الإنجليزية)
- تيد وليامز على موقعبيزبول رفرنس.كوم (الدوري الرئيسي) (الإنجليزية)
- تيد وليامز على موقعبيزبول رفرنس.كوم (الدوري الثانوي) (الإنجليزية)
- تيد وليامز على موقع إي إس بي إن.كوم (أم.أل.بي) (الإنجليزية)
- تيد وليامز على موقع مشجعي الرسوم البيانية (الإنجليزية)
- تيد وليامز على موقع قاعة مشاهير كرة القاعدة (الإنجليزية)
- تيد وليامز على موقع قاعة فلوريدا للمشاهير الرياضية (الإنجليزية)